# Shah ucraniano
El shah (en ucraniano: шаг) era el nombre de varias monedas utilizadas en Ucrania en distintas épocas. El nombre deriva de la palabra chelín a través de la forma eslava sheliah (en polaco: szeląg). Los plurales de esta palabra se expresan como shahy (шаги, para denominaciones que van de dos a cuatro shah) y shahiv (шагiв, para denominaciones que van de cinco shah en adelante).
El 2 de septiembre de 2024, el Banco Nacional de Ucrania inició el cambio de nombre de las monedas de cambio de "kopiika" a "shah" para restaurar la justicia histórica, promover la desrusianización y revivir las tradiciones nacionales de Ucrania. La Rada Suprema de Ucrania debe tomar una decisión sobre la introducción de una nueva moneda en circulación.

## Historia

### SiglosXVIIaXIX
El término shah era el nombre en ucraniano de la moneda de plata acuñada en los siglos XVII y XVIII en la República de las Dos Naciones, en denominaciones de 3 de grosz, emitida desde 1528, durante los tiempos del rey Segismundo III Vasa. Más tarde, el nombre fue traducido al ruso para designar a la moneda de cobre de 2 kópeks del Imperio ruso. Desde 1839, cuando el padrón de plata se restituyó en el Imperio Ruso, el término "shah" fue de nuevo adoptado para designar al medio kópek de plata. Este nombre se siguió utilizando para el kópek hasta 1917.

### Principios delsigloXX
En 1917, los billetes fueron introducidos en la Ucrania independiente. Estos fueron denominados en Shah, gryvnia y karbovanets, 100 shahiv = 1 jrivnia y 2 hryvna = 1 karbovanets.
A principios del siglo XX, durante la Primera Guerra Mundial (1914-1918), muchos países emitían sus monedas en forma de sellos. En los primeros estados independientes de Ucrania se hizo de manera simila: en República Nacional de Ucrania Occidental y la República Popular de Ucrania. Allí, estos sellos de dinero fueron llamados shahivky (шагiвки, sing.: шагiвка, shahivka). Los sellos se emitieron en valores de 10, 20, 30, 40 y 50 shahiv.
Estos shahivki fueron impresos en papel perforado de 11½. Debido a la escasez del metal no se acuñaron monedas, ya que éste se destinaba a la fabricación de municiones y armas destinados a la guerra que el país afrontaba en el momento. Cada sello-moneda tenía impreso el escudo de Ucrania y con algunas palabras que acreditasen que tales shahivki pudiesen circular en lugar de monedas y que su uso para emplearlos como sellos de correo estaba prohibido. Sin embargo, el 18 de julio de 1918, el Gobierno de la Ucrania independiente, autorizó la emisión de la primera serie de sellos, también llamada shahivki y con diseños casi idénticos.

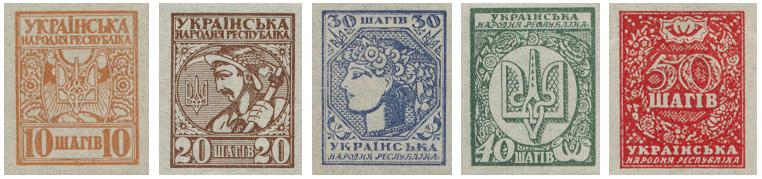
Emisiones del Shah ucraniano de 1918.

### Finales delsigloXX
En 1992, tras la disolución de la Unión Soviética y tras la reciente independencia, Ucrania emitió su propia moneda, realizando algunas pruebas con monedas de 1 shah y 50 shahiv, pero no fueron aprobadas. Por lo tanto, la kopiyka (копійка) se confirmó como unidad de cuenta de la moneda ucraniana.